# SIAI S.67
SIAI S.67 haySavoia_Marchetti SM.67 là một loại tàu bay tiêm kích của Ý, do SIAI thiết kế chế tạo vào đầu thập niên 1930.

## Quốc gia sử dụng
- Italy

Regia Marina (Hải quân Hoàng gia Italy)
162ª Squadriglia, 88° Gruppo Caccia Marittima

## Tính năng kỹ chiến thuật
Dữ liệu lấy từ Green, William, and Gordon Swanborough The Complete Book of Fighters: An Illustrated Encyclopedia of Every Fighter Aircraft Built and Flown, New York: SMITHMARK Publishers, 1994, ISBN 0-8317-3939-8
Đặc điểm tổng quát
- Kíp lái: 1
- Chiều dài: 8.97 m (29 ft 5⅛ in)
- Sải cánh: 13.10 m (42 ft 11¾ in)
- Chiều cao: 2.90 m (9 ft 6⅛ in)
- Diện tích cánh: 27.20 m2 (292.79 ft2)
- Trọng lượng rỗng: 1.209 kg (2.665 lb)
- Trọng lượng có tải: 1.639 kg (3.613 lb)
- Powerplant: 1 × Fiat A.20, 313 kW (420 hp) mỗi chiếc

Hiệu suất bay
- Vận tốc cực đại: 258 km/h (160 mph)
- Thời gian bay: 3 giờ  42 phút

Vũ khí trang bị
- 2 × Súng máy Vickers 7,7-millimet (0.303-inch)